# Bastien Meupiyou
Ndemeni Bastien Chefren Meupiyou Menadjou (* 19. März 2006 in Paris) ist ein französisch-kamerunischer Fußballspieler, der aktuell bei den Wolverhampton Wanderers in der Premier League unter Vertrag steht.

## Klub
Aus der Jugend des FC Nantes kommend, durchlief er die U17 als auch die U19 und stach dann im Dezember 2022 bereits in die B-Mannschaft des Klubs vor, für welche er dann einige Einsätze im Championnat National 2 absolvierte. Zur Saison 2022/23 wurde er dann auch Teil des Kaders der ersten Mannschaft und kam schlussendlich am 1. September 2023 zu seinem Debüt in der Ligue 1, bei welchem er auch gleich in der Startelf stand. Dort stoppte er aber als letzter Mann in der 9. Minute seinen Gegenspieler Ismaïla Sarr, was ihm direkt die rote Karte einbrachte. Damit wurde er der zweitjüngste Spieler der Liga, welcher so den Platz verlassen musste. Dadurch wurde er für die beiden nächsten Spiele auch noch gesperrt. Im Anschluss absolvierte er in der ganzen Spielzeit 2023/24 kein Spiel bei den Profis und der zweiten Mannschaft mehr, da er sich zudem am Meniskus verletzte.
Im Sommer 2024 wurde er vom englischen Erstligisten Wolverhampton Wanderers verpflichtet. Dort wurde er allerdings zunächst für die U23-Mannschaft eingeplant und wurde auch dort eingesetzt.

## Nationalmannschaft
Bereits in der französischen U16 sammelte er ein paar Einsätze bei Freundschaftsspielen. Ab September 2022 war er dann in der U17 aktiv und sammelte hier einiges an Einsätzen, was ihm und seiner Mannschaft schlussendlich die Qualifikation für die Europameisterschaft 2023 einbrachte. Hier spielte er auch in fast jeder Partie von Anfang an durch und erreichte am Ende mit seinem Team das Finale, wo man im Elfmeterschießen, schlussendlich an Deutschland scheiterte. Anschließend spielte er durch diese Platzierung mit seinen Mitspielern dann auch bei der Weltmeisterschaft 2023, wo er wieder in jeder Partie zum Einsatz kam und auch in dem Gruppenspiel gegen die USA ein Tor erzielte. Wieder erreichte er mit seinem Team das Finale, wo erneut im Elfmeterschießen gegen Deutschland Schluss war. Er selbst schoss hierbei an vierter Stelle kommend auch in die Arme des deutschen Torhüters Heide.